# Bruno Vattovaz
Bruno Vattovaz, italijanski veslač, * 20. februar 1912, Koper, † 5. oktober 1943.
Vattovaz je za Kraljevino Italijo nastopil v četvercu s krmarjem na Poletnih olimpijskih igrah 1932 v Los Angelesu, kjer je italijanski čoln osvojil srebrno medaljo.